# 肉体の悪魔 (1947年の映画)
『肉体の悪魔』（にくたいのあくま、Le Diable au corps ）は、1947年のフランス映画。フランスの作家レイモン・ラディゲの処女作である同名小説の最初の映画化作品。ジェラール・フィリップ主演で、ジェラールの人気はこの映画が決定打になっていった。

## ストーリー
1917年、フランソワはリセに開設された臨時病院の見習看護婦マルトと知り合う。彼女は出征兵ラコンブ軍曹と婚約の間柄であったが、フランソワの情熱に惹かれて動揺。しかし、フランソワの自制とマルトの母の牽制で中断され、フランソワが田舎へ逃避している間にマルトはラコンブと結婚する。
半年後、二人は学校で再会する。フランソワは密かにマルトのアパートを訪れ、肉体の悪魔にひきずられるが、大戦の終結とともに断ち切られなければならぬという想いは同じであった。
マルトが妊娠し、お腹の膨らみが隠せなくなった時、マルトは夫にすべてを任せる気になった。フランソワには、それに抗う実力も勇気もなかった。別れの宴を思い出のレストランで過し、初めて逢い引きしたカフェに出かけ、終戦を祝う国歌を聞く。マルトは力つきて倒れ、間を引き裂かれる。凱旋した夫に手をとられつつ、マルトはフランソワの名を呼びつつ、愛の結晶を残して死んで行く。

## 主なキャスト
- フランソワ・ジャベール（マルトに思いを寄せる17歳の青年）：ジェラール・フィリップ
- マルト・グランジェー（戦時下の臨時病院に勤める篤志看護師）：ミシュリーヌ・プレール
- ジャベール氏（フランソワの父）：ジャン・ドビュクール
- グランジェー夫人（マルトの母）：ドニーズ・グレー
- ジャック・ラコンブ（マルトの婚約者）：ジャン・ヴァラス
- マリン氏：ピエール・パロー
- ジャベール夫人：ジェルメーヌ・ルドワイヤン
- マリン夫人：ジャンヌ・ペレス
- ホテルの受付：リチャード・フランクール
- バーの給仕：ジャック・タチ

## スタッフ
- 監督：クロード・オータン＝ララ
- 脚本：ジャン・オーランシュ、ピエール・ボスト
- 撮影：ミシェル・ケルベ
- 音楽：ルネ・クロエレック